# Vysoká (kraj Wysoczyna)
Vysoká – miejscowość i gmina (obec) w Czechach, w kraju Wysoczyna, w powiecie Havlíčkův Brod. W 2022 roku liczyła 248 mieszkańców.